# آنگل (اورگن)
آنگل (به انگلیسی: Mt.Angel) شهری در شهرستان ماریون ایالت اورگن است و در سرشماری سال ۲۰۱۱ میلادی، ۳٬۲۸۶ نفر جمعیت داشته که نسبت به سال ۲۰۱۰، −۰٫۰۳ درصد رشد جمعیت داشته‌است.

## موقعیت جغرافیایی
موقعیت جغرافیایی شهرها و مناطق اطراف به شرح زیر است: